# Czesław Fiedorowicz
Czesław Fiedorowicz (ur. 21 lutego 1958 w Gubinie) – polski polityk, inżynier i samorządowiec, poseł na Sejm II, III i V kadencji, przewodniczący Sejmiku Województwa Lubuskiego (2014–2015, 2016–2018).

## Życiorys
Ukończył w 1986 studia na Wydziale Organizacji i Zarządzania Wyższej Szkoły Inżynierskiej w Zielonej Górze. W latach 80. pracował w urzędzie wojewódzkim. Od 1990 do 1998 pełnił funkcję burmistrza Gubina.
W 1993 zainicjował powstanie Euroregionu Sprewa-Nysa-Bóbr, w którym objął stanowisko prezesa konwentu. W latach 1993–2001 sprawował mandat posła II kadencji z listy Unii Demokratycznej i III kadencji z listy Unii Wolności. W 2001 nie uzyskał ponownie mandatu, później pracował w administracji samorządowej. Przez 9 lat był szefem UW w regionie zielonogórskim. Od 27 października 2001 przez pewien okres zasiadał w zarządzie partii, a do końca jej działalności (w maju 2005) zasiadał w radzie krajowej UW. Nie przystąpił do Partii Demokratycznej po tym, jak UW zadeklarowała otwarcie partii na środowiska lewicy.
W tym samym roku przystąpił do Platformy Obywatelskiej, po czym z listy tej partii został posłem V kadencji z okręgu lubuskiego. W 2006 odszedł z partii i klubu parlamentarnego, pozostając do końca kadencji posłem niezrzeszonym. W przedterminowych wyborach parlamentarnych w 2007 bez powodzenia ubiegał się o mandat senatora z własnego komitetu. W 2010 z ramienia Polskiego Stronnictwa Ludowego uzyskał mandat radnego Sejmiku Województwa Lubuskiego. W 2011 ponownie ubiegał się o mandat senatora jako bezpartyjny kandydat, reprezentując PSL w jednomandatowym okręgu zielonogórskim. Zajął 2. miejsce spośród 4 kandydatów. Następnie wstąpił do PSL. W 2014 bezskutecznie kandydował z jego listy do Parlamentu Europejskiego. W tym samym roku utrzymał mandat radnego województwa na kolejną kadencję, po czym został przewodniczącym sejmiku V kadencji (w 2015 zastąpił go na tej funkcji Mirosław Marcinkiewicz). W wyborach w 2015 był natomiast kandydatem PSL do Sejmu, nie uzyskując mandatu. W maju 2016 ponownie został przewodniczącym sejmiku, pełniąc tę funkcję do końca V kadencji w 2018. W tym samym roku nie uzyskał reelekcji w wyborach wojewódzkich.

## Odznaczenia
- 2009: Złoty Krzyż Zasługi[7]
- 2006: Odznaka Honorowa za Zasługi dla Województwa Lubuskiego[8]
- 2014: Order Zasługi Brandenburgii[9]